# Agrodiaetus kendevani
Agrodiaetus kendevani är en fjärilsart som beskrevs av Forster 1956. Agrodiaetus kendevani ingår i släktet Agrodiaetus och familjen juvelvingar. Inga underarter finns listade i Catalogue of Life.